# Измаилски държавен хуманитарен университет
Измаилски държавен хуманитарен университет (на украински: Ізмаїльський державний гуманітарний університет, ІДГУ) е висше училище в град Измаил, Одеска област. То е основано през 1940 г.

## Факултети
Факултети:
- Педагогически факултет
- Факултет по чужди езици
- Факултет по управление, администрация и информационна дейност
- Факултет по украинска филология и социални науки
- Център за продължаващо обучение